# Solenopsis wolfi
Solenopsis wolfi es una especie de hormiga del género Solenopsis, subfamilia Myrmicinae.

## Distribución
Esta especie se encuentra en Bosnia y Herzegovina y Grecia.